# Gergő Fazekas
Gergő Fazekas (Budapest, 31 de octubre de 2003) es un jugador de balonmano húngaro que juega de central en el Orlen Wisła Płock. Es internacional con la selección de balonmano de Hungría.
Su primer gran campeonato con la selección fue el Campeonato Europeo de Balonmano Masculino de 2024.

## Palmarés

### Orlen Wisła Płock
- Copa de Polonia de balonmano (2): 2023, 2024
- Liga de Polonia de balonmano (1): 2024

### Consideraciones individuales
- Mejor jugador de balonmano adolescente húngaro de 2019[3]
- Mejor jugador de balonmano juvenil húngaro de 2021[4]

## Clubes
| Club                       | País    | Año       |
| -------------------------- | ------- | --------- |
| Veszprém KKFT              | Hungría | 2018-2022 |
| MKB Veszprém               | Hungría | 2022-2024 |
| Orlen Wisła Płock (cedido) | Polonia | 2022-2024 |
| Orlen Wisła Płock          | Polonia | 2024-Act. |